# Quận Columbia, Pennsylvania
Quận Columbia là một quận trong tiểu bang Pennsylvania, Hoa Kỳ. Quận lỵ đóng ở , Pennsylvania6. Theo ước tính dân số năm 2018 của Cục điều tra dân số Hoa Kỳ, quận có dân số 65.456 người.

## Địa lý
Theo Cục điều tra dân số Hoa Kỳ, quận có diện tích 1.269 km², trong đó có 18 km2 là diện tích mặt nước.